# Cerodontha kalatopensis
Cerodontha kalatopensis är en tvåvingeart som beskrevs av Singh och Garg 1970. Cerodontha kalatopensis ingår i släktet Cerodontha och familjen minerarflugor. Inga underarter finns listade i Catalogue of Life.